# Bernd Schuhmann (Politiker)
Bernd Willi Karl Schuhmann (* 20. Juli 1964 in Schweinfurt) ist ein deutscher Politiker (AfD). 

## Persönlicher Werdegang
Er ist Vorsitzender der Alternative für Deutschland in Schweinfurt-Land und im Bezirkstag von Unterfranken. Beruflich ist er Gärtnermeister.

## Politischer Werdegang
Bei der Bundestagswahl 2025 zog er über Listenplatz 15 der AfD Bayern in den 21. Deutschen Bundestag ein. Dort ist er Mitglied im Ausschuss für Landwirtschaft, Energie und Heimat sowie stellvertretend im Ausschuss für Arbeit und Soziales.